# L'Apprenti (film)
Pour les articles homonymes, voir L'Apprenti.
Pour plus de détails, voir Fiche technique et Distribution.
L'Apprenti est un film français réalisé par Samuel Collardey en 2008.

## Synopsis
L'Apprenti nous donne à suivre une année scolaire d'un adolescent écartelé entre plusieurs univers : celui du lycée (l'internat), celui de la ferme (où il effectue son année de stage) et enfin celui de la famille éclatée.
L'histoire se déroule en trois parties d'inégales longueurs : dans un premier temps, on essaie de  montrer l'univers de la ferme et le mal-être de Mathieu : son comportement irrespectueux, sa violence sur les poules et vis-à-vis d'un camarade. À la période de Noël, nous découvrons les raisons de la souffrance de Mathieu : l'absence de son père lui est insupportable. 
Dans une deuxième partie, la tension provient de la rencontre avec le géniteur, le tout entrecoupé de scènes plus gaies : la luge, la piscine, la leçon d'anglais. 
La dernière partie insiste sur la relation Mathieu-Paul et la lente maturation du jeune garçon. Malheureusement, il échoue à l'examen de fin d'année. L'histoire se finit sur la chanson Je te promets.

## Fiche technique
- Titre : L'Apprenti
- Réalisation : Samuel Collardey
- Scénario : Samuel Collardey, Catherine Paillé
- Directeur de la photographie : Samuel Collardey
- Montage :Julien Lacheray
- Son : Vincent Verdoux
- Mixage : Julien Roig
- Musique : Vincent Girault
- Bruiteur : Pascal Mazière
- Producteur : Grégoire Debailly
- Pays de production:  France
- Durée : 85 minutes
- Sortie : 2008
- Date de sortie : France: 3 décembre 2008

## Distribution
- Paul Barbier : Paul
- Mathieu Bulle (d)  (1990-2021) : Mathieu
- Jeannine Barbier : la femme de Paul
- Aude Barbier : leur fille
- Pascal Bulle : le père de Mathieu
- Martine Maire : la mère de Mathieu
- Catherine Donzelot-Tetaz
- Ophélie Emorin
- Clémence Querry

## Distinctions
- Aide à la création de la Fondation Gan pour le cinéma (2006) [1].
- Prix de la semaine internationale de la critique à la 65e Mostra de Venise
- Prix Louis-Delluc du premier film (2009)
- Prix du meilleur film de la Semaine internationale de la Critique au Festival de Venise
- Prix spécial du Jury et Bayard d'Or de la Meilleure Première Œuvre au Festival international du film francophone de Namur en 2008